# 秦禾
秦禾（1517年—1566年），字子實，號文橋，直隸常州府無錫縣人，民籍，明朝政治人物。

## 生平
嘉靖十九年（1540年）庚子科應天府鄉試第四十四名舉人。嘉靖三十二年（1553年）中式癸丑科會試第一百八十九名，三甲第三十七名進士。都察院观政，授浙江武康知县，三十五年升南京户部主事，轉员外郎、署郎中，四十一年出为浙江金華府知府，调永昌府，赴任三月卒官。

## 家族
曾祖秦永孚，旌表孝子；祖父秦鏜，字國和，號類樗山人，南京都察院都事；父秦淮，號存赤，歲貢生，官辰溪知县。母周氏。兄秦采（县丞）、秦梁（通政司参议、前吏科给事中）、弟秦棨、秦楶、秦棐、秦楠、秦木，俱生员。